# Associação Portuguesa de Wrestling
A Associação Portuguesa de Wrestling (APW), é uma associação de wrestling profissional portuguesa, criada por Carlos Sequeira, Daniel Nunes, Rui Dutra, António Capela e Nuno Emídio em 1993, com sede em Portimão, Algarve. É uma das associações desportivas nacionais reconhecidas como federação desportiva em relação à modalidade de wrestling profissional em Portugal segundo o Decreto-Lei nº144/93 de 26 de Abril.[carece de fontes?]

## História
A Associação surgiu a 8 de Maio de 1993, na altura conhecida como "Portuguese Wrestling Association" (PWA), tendo mudado de nome para a sua tradução literal portuguesa, "Associação Portuguesa de Wrestling" (APW) para ir mais ao encontro da sua natureza nacional. O primeiro evento desta federação aconteceu em Junho de 1993 no Atlantic Water Slide Park em Silves. Nesse evento tiveram lugar os dois primeiros combates da história da APW, o primeiro opôs Mad Dog contra Rui Dutra (vencedor Rui Dutra) e o segundo Doomsday Machine contra Zombie (vencedor Doomsday Machine)
Meses mais tarde, em Setembro do mesmo ano, outro evento com uma maior cobertura nacional a nível de "media" acontece, desta vez no Pavilhão do Silves Futebol Clube. Foi neste dia que se atribuiu o título de Campeão Nacional da APW pela primeira vez a um lutador, neste caso, Doomsday Machine, vencedor de uma Battle Royal com oito lutadores entre eles Mad Dog, Fausto, João Pequeno, Barrabão, Ric Scorpion, Vitor Amaro e Sida.
O evento seguinte da APW acontece a 22 de Agosto de 1999. Este evento contou com a participação da grande lenda do wrestling português e europeu, Tarzan Taborda, o que permitiu à APW uma maior projecção a nível de "media", com aparições em diversos jornais e em várias cadeias de televisão. Neste evento realizou-se o primeiro combate hardcore da APW onde Danny X derrotou Mad Dog. Gonçalo Mateus derrotou Tony de Portugal no segundo combate da noite e no terceiro e ultimo combate Axel venceu Korvo.[carece de fontes?]
Depois de um longo período sem eventos, a APW organiza uma tournée de seis eventos entre Junho e Agosto de 2006, conhecida como APW Suplex de Verão 2006, na zona do Algarve e Baixo Alentejo.
Em Outubro de 2006 dá-se a primeira internacionalização da APW,quando esta fornece o ringue para um evento em Roquetas Del Mar, Espanha, e comparece com vários lutadores para dois combates, num evento organizado pela promoção espanhola EWE-Catch, que contou com vários lutadores de Portugal e Itália.
A 5 e 6 de Janeiro de 2007, a APW atinge o seu ponto mais alto em termos de divulgação ao público português, com o evento de duas noites denominado APW Impacto Total. Organizado pela empresa nacional Elec3city e sob a alçada da APW, o evento reuniu estrelas nacionais da APW e ainda da federação norte-americana TNA e da 1PW inglesa. O evento foi um sucesso em ambas as cidades onde decorreu, Lisboa e Porto.
Nesta altura a APW abre também uma academia em Lisboa localizada na ADCEO (Associação Desportiva e Cultural da Encarnação e Olivais).
A 28 de Junho de 2007, a APW visita o programa As Tardes da Júlia num evento em direto com dois combates com o objectivo de promover a APW e os seus futuros eventos. Apesar do evento não ter sido no geral bem recebido pela pequena comunidade de fãs nacionais de wrestling na Internet, o programa obteve 34% de share em termos de audiências, e foi o segmento que registou a maior audiência no respectivo programa.
Depois de eventos em São Brás de Alportel e Lagos, A APW fez quatro eventos com a colaboração da liga norte-americana All Pro Wrestling (igualmente conhecida como "APW") no qual estiveram os lutadores Mad Dog, Arte-Gore, Danny Hell, Dinamite, Jimmy Best e VanHel por parte da Associação Portuguesa de Wrestling e "Old School" Oliver John, KAFU, Mr. Prime Time (MPT) e Dana Lee por parte da All Pro Wrestling.
Em 2008, a APW realizou o primeiro evento de wrestling português de sempre em território estrangeiro, neste caso em Lloret de Mar, Espanha, com o arranque da temporada de 2008 da tournée APW Wrestling Total ao Vivo a 17 de Março e, mais tarde, regressou com o seu mega-evento APW Impacto Total 2 a 28 de Março em Santa Maria da Feira e a 29 de Março em Elvas. Realizou também o primeiro evento de wrestling de sempre a ocorrer nas Regiões Autónomas, o APW Wrestling Total ao Vivo na cidade de Ponta Delgada, Açores a 3 de Maio de 2008.
A 1 de Agosto de 2008, a APW passou oficialmente a fazer parte da liga de wrestling World Stars of Wrestling (WSW). Alguns dos lutadores da APW são parte integrante desta liga, devido à ligação da APW com a WSW, sendo que a APW fornece habitualmente à WSW lutadores para participarem nos seus eventos ao vivo e televisivos (WSW Wrestling Total), além do Campeonato Nacional da APW ser habitualmente disputado nos eventos da WSW.[carece de fontes?] Durante a parceria Juan Casanova estabeleceu-se campeão nacional da APW. Mad Dog acabou por ganhar o campeonato europeu da WSW durante a parceria, não só o título como a Taça de vencedor do torneio, que foi realizado com lutadores de toda a Europa. No final de 2010 a APW decidiu acabar a parceria com a WSW e passou a ser de novo independente. 
Em 2011 a APW organizou uma série de eventos em que Juan Casanova defendeu várias vezes o seu título, até à sua suspensão e remoção do título que antes da Taça Tarzan Taborda 2011. A Taça Tarzan Taborda 2011 foi o evento principal da APW em 2011, com duração de 3 dias. O torneio contou com 16 lutadores e o vencedor não só ganharia o torneio como o Título Nacional da APW. O vencedor foi "Sexy Beast" Adonis que levou a melhor sobre o sul-africano Archangel. Ultra Psychotinha ganho a distinção de candidato principal a esse mesmo título num evento na Baixa da Banheira, pelo que a direção da APW decidiu dar-lhe uma oportunidade de competir pelo Título Nacional da APW quando quisesse. Por isso quando Adonis ganhou a final da Taça e o título, Ultra Psycho aproveitou o facto de Adonis estar cansado e venceu o título, para grande desgosto do público presente no Aqua de Portimão. No entanto Adonis reteve a Taça Tarzan Taborda. Nessa mesma Taça foi anunciado que o reinado de Mad Dog como Campeão Europeu da WSW também era reconhecido como campeão Europeu da APW e Mad Dog defendeu o Titulo Europeu da APW contra Arte-Gore.
Depois deste evento a APW ainda realizou mais dois eventos. Ultra Psycho não compareceu ao segundo, APW "Hell Fest", e por isso foi-lhe retirado o título nacional da APW. Para resolver a situação a direção da APW decidiu fazer uma battle royal em que os dois últimos lutadores iriam lutar num single match pelo título. O vencedor foi "O Fantástico" David Francisco.
Em 2012 a APW realizou apenas um evento para além da Taça Tarzan Taborda: o Campeonato Europeu da APW em que oito participantes de toda a Europa vieram competir a Coimbra:
- Portugal, Mad Dog, Arte-Gore e o vencedor da Taça Tarzan Taborda 2011, "Sexy Beast" Adonis
- Inglaterra: Mark Kodiak
- França: Skull
- Alemanha: Joe E. Legend
- Holanda: Kenzo Richards
- Espanha: Juan Casanova

A final foi entre Mad Dog e Joe E. Legend, mas o representante português Mad Dog venceu o torneio e manteve o título.
No verão de 2012 a APW realizou de novo a Taça Tarzan Taborda, que contou com oito lutadores. O torneio teve a duração de 2 dias. O vencedor do torneio foi Arte-Gore que levou a melhor no final sobre Pexe. Com esta vitória Arte-Gore tornou-se o candidato principal ao titulo nacional da APW.
Em Março de 2013 a APW esteve em Portimão para o evento "Dominação" onde "a Força Dominante" Arte Gore garantiu a defesa do título, numa desforra contra o "Fantástico" David Francisco. Neste evento também se destaca a vitória do lutador Red Eagle, e o regresso do inglês James Bruiser. A Taça Tarzan Taborda também se realizou em 2013, e sagrou-se vencedor Pexe, num evento ao vivo em Alvor. Nesse ano a APW terminou a parceria com o WP Wrestling Portugal.
Em Agosto de 2013 a APW esteve novamente em Portimão para o evento "Poder ou Glória" onde "O Fantástico" David Francisco perdeu o seu titulo para Arte-Gore. Neste evento também se destaca a participação do lutador do WP Ricky Santos, e o regresso do polémico Tony de Portugal.
Em 2014, realizou-se mais uma vez a anual Taça Tarzan Taborda, em que o vencedor foi Cougar. O título mundial da APW voltou para o "Fantástico" David Francisco.
Em 2015, a APW realizou um evento de caridade para os bombeiros de Vialonga, onde Mauro Chaves venceu uma Battle Royal para se tornar o candidato principal ao título de David Francisco, mas acabou por perder o combate pelo título. Em Agosto, a APW realizou a anual Taça Tarzan Taborda, onde Ramon Vegas foi o vencedor, pela primeira vez na sua carreira, derrotando Mauro Chaves na final, enquanto David Francisco manteve o título numa Triple Threat contra James Mathews e Seth. Este evento marcou as estreias de Luís Salvador, RAFA e Rúben Branco, entre outros. 
A APW regressou ao ativo depois da pandemia de COVID-19 no dia 11 de Junho de 2023, no Centro de Treinos de Portimão, com o evento "APW Regressa". O evento contou com várias estreias de jovens lutadores. No combate principal deste espetáculo, Vítor Amaro defendeu com sucesso o Título Nacional da APW contra Arte-Gore. Durante festejos, Baltazar atingiu as costas de Vitor Amaro com uma cadeira e declarou-se candidato principal ao título do evento seguinte.
"APW Retaliação", evento em que o intuito era fazer justiça por Vitor Amaro, foi realizado no dia 24 de Setembro, no Centro de Treinos de Portimão. O evento contou com a presença de Paulo "Knockout" Cruz, Augusto Santos, Ricky Boy, Nélson Pereira, El Super, Arte-Gore, "Goldenboy" Santos, Victor Stu e Luís Mestre, entre outros. Este foi o evento de retaliação por parte de Vitor Amaro após o ataque de Baltazar. Os dois lutaram pelo título e Vitor Amaro acabou por ser derrotado. Baltazar sagrou-se assim Campeão Nacional da APW.
O evento seguinte intitulou-se "APW 30 Anos", e celebrou o trigésimo aniversário da organização. Teve lugar no Centro de Treinos de Portimão no dia 3 de Dezembro. Incluiu a defesa do Título Nacional da APW, com Baltazar a enfrentar Nélson Pereira que se tornou candidato principal ao título após vencer Arte-Gore no evento anterior.

## Campeonatos
- Campeonato Nacional da APW
- Taça Tarzan Taborda
- Campeonato Europeu da APW: inactivo
- Campeonato Inter-Regional da APW: inactivo
- Campeonato Júnior da APW: inactivo
- Título Punisher da APW (não oficial): inactivo

## Títulos

### Campeonato Nacional da APW
| Nacionalidade | Vencedor            | Data de Início         | Data de fim            | Duração                   | Local         |
| ------------- | ------------------- | ---------------------- | ---------------------- | ------------------------- | ------------- |
| Portugal      | Arte-Gore           | 23 de julho de 2006    | 05 de janeiro de 2007  | 5 meses e 13 dias         | Portimão      |
| Portugal      | Mad Dog             | 05 de janeiro de 2007  | 06 de janeiro de 2007  | 1 dia                     | Lisboa        |
| Portugal      | Arte-Gore           | 06 de janeiro de 2007  | 28 de junho de 2007    | 5 meses e 22 dias         | Porto         |
| Portugal      | Mad Dog             | 28 de junho de 2007    | 28 de setembro de 2008 | 1 ano e 3 meses           | Paço de Arcos |
| Espanha       | Juan Casanova       | 28 de setembro de 2008 |                        |                           | Grândola      |
|               |                     |                        |                        |                           |               |
| Portugal      | Mad Dog             | 12 de setembro de 2009 |                        |                           |               |
|               |                     |                        |                        |                           |               |
| Espanha       | Juan Casanova       |                        | 31 de julho de 2011    |                           |               |
| Portugal      | "Sexy Beast" Adónis | 31 de julho de 2011    | 31 de julho de 2011    | nenhum dia                | Portimão      |
| Portugal      | Ultra Psycho        | 31 de julho de 2011    | 19 de novembro de 2011 | 3 meses e 19 dias         | Portimão      |
| Portugal      | David Francisco     | 19 de novembro de 2011 | 06 de janeiro de 2012  | 1 mês e 18 dias           | Lisboa        |
| Portugal      | Arte-Gore           | 06 de janeiro de 2012  | 10 de agosto de 2014   | 2 anos, 7 meses e 4 dias  |               |
| Portugal      | David Francisco     | 10 de agosto de 2014   | 11 de junho de 2017    | 2 anos, 10 meses e 1 dia  | Portimão      |
| Portugal      | Vítor Amaro         | 11 de junho de 2017    | 24 de setembro de 2017 | 3 meses e 13 dias         | Portimão      |
| Portugal      | Ramon Vegas         | 24 de setembro de 2017 | 03 de junho de 2018    | 8 meses e 10 dias         | Portimão      |
| Portugal      | James Mathews       | 03 de junho de 2018    | 29 de julho de 2018    | 1 mês e 26 dias           | Portimão      |
| Portugal      | João Santos         | 29 de julho de 2018    | 04 de novembro de 2018 | 3 meses e 6 dias          | Portimão      |
| Portugal      | James Mathews       | 04 de novembro de 2018 | 31 de março de 2019    | 4 meses e 27 dias         | Portimão      |
| Portugal      | Michael Stu         | 31 de março de 2019    | 05 de maio de 2019     | 1 mês e 4 dias            | Portimão      |
| Portugal      | Luís Mira           | 05 de maio de 2019     | 15 de novembro de 2019 | 6 meses e 10 dias         | Portimão      |
| Portugal      | Vítor Amaro         | 15 de novembro de 2019 | 01 de setembro de 2023 | 3 anos, 9 meses e 17 dias | Portimão      |
| Portugal      | Baltazar            | 01 de setembro de 2023 | 24 de março de 2025    | 1 ano, 6 meses e 23 dias  | Portimão      |

### Taça Tarzan Taborda
A APW promove a Taça Tarzan Taborda como o seu evento anual principal. 
| Ano  | Vencedor               | Vencido                        | Local    | Ref.                    |
| ---- | ---------------------- | ------------------------------ | -------- | ----------------------- |
| 2008 | Mad Dog                | Arte-Gore                      | Elvas    | [ 5 ]                   |
| 2011 | "Sexy Beast" Adónis    | Archangel                      | Portimão | [ 6 ] [ 7 ] [ 8 ] [ 9 ] |
| 2012 | Arte-Gore              | Pexe                           | Portimão | [ 10 ] [ 11 ]           |
| 2013 | Pexe                   | "O Fantástico" David Francisco | Portimão | [ 12 ] [ 13 ]           |
| 2014 | David "Cougar" Batista | James Mathews                  | Portimão | [ 14 ] [ 15 ]           |
| 2015 | Ramon Vegas            | Mauro Chaves                   | Portimão | [ 16 ]                  |
| 2018 | James Mathews          | Ramon Vegas                    | Portimão | [ 17 ]                  |
| 2019 | Vítor Amaro            | Luís Mira                      | Alvor    | [ 18 ]                  |

## Eventos

### Eventos por ano
| Ano  | Evento                                              | Localização                                                          |  |
| ---- | --------------------------------------------------- | -------------------------------------------------------------------- |  |
| 1993 | APW Mister Wrestling                                | Pavilhão Silves Futebol Clube, Silves (Portugal)                     |  |
| 1999 | APW Tarzan Taborda Regressa ao Ringue               | Penamacor                                                            |  |
| 2006 | APW Suplex de Verão 2006                            | Pé de Vento Disco Bar, Portimão                                      |  |
| 2006 | APW Ride Hard Live Free                             | Ourique                                                              |  |
| 2006 | APW Wrestling Total ao Vivo                         | Porto                                                                |  |
| 2007 | APW/TNAW Impacto Total                              | Campo Pequeno, Lisboa/ Pavilhão Rosa Mota, Porto                     |  |
| 2007 | APW Wrestling Total ao Vivo                         | Odemira                                                              |  |
| 2007 | APW As Tardes da Júlia                              | Estúdios Valentim de Carvalho, Paço de Arcos                         |  |
| 2007 | APW Wrestling Total ao Vivo                         | Estúdios Valentim de Carvalho, Montijo                               |  |
| 2007 | APW Inferno Sobre Rodas                             | São Brás de Alportel                                                 |  |
| 2007 | APW Wrestling Total ao Vivo                         | Pavilhão Municipal de Lagos                                          |  |
| 2007 | APW Wrestling Total ao Vivo                         | Discotecta Lagares, Braga                                            |  |
| 2007 | APW Wrestling Total ao Vivo                         | Discoteca Madilon, Montalegre                                        |  |
| 2007 | APW Wrestling Total ao Vivo                         | Pavilhão Gimnodesportivo de Refojos, Cabeceiras de Basto             |  |
| 2007 | APW Wrestling Total ao Vivo                         | Pavilhão Municipal de Monserrate, Viana do Castelo                   |  |
| 2008 | APW Wrestling Total ao Vivo                         | Lloret de Mar                                                        |  |
| 2008 | APW Sexta à Noite                                   | Estúdios Valentim de Carvalho, Paço de Arcos                         |  |
| 2008 | APW Impacto Total 2                                 | Europarque, Santa Maria da Feira/ Coliseu José Rondão Almeida, Elvas |  |
| 2008 | APW Wrestling Total ao Vivo                         | Coliseu Micaelense, Ponta Delgada                                    |  |
| 2010 | APW Portugal Slam                                   | Club O Chinquilho, Baixa da Banheira                                 |  |
| 2011 | APW Wrestling Total ao Vivo                         | Club O Chinquilho, Baixa da Banheira                                 |  |
| 2011 | APW Wrestling Total ao Vivo                         | Club O Chinquilho, Baixa da Banheira                                 |  |
| 2011 | APW Wrestling Total ao Vivo                         | Montijo                                                              |  |
| 2011 | APW Taça Tarzan Taborda                             | Centro Comercial Aqua, Portimão                                      |  |
| 2011 | APW Wrestling Total ao Vivo                         | Ribeira de Pena                                                      |  |
| 2011 | APW Outubro ao Rubro                                | Praça de Touros de Cercal do Alentejo                                |  |
| 2011 | APW Hellfest                                        | União e Progresso da Venda Nova, Amadora                             |  |
| 2012 | APW European Championship                           | Pavilhão Municipal Multidesportos Mário Mexia, Coimbra               |  |
| 2012 | APW Taça Tarzan Taborda                             | Centro Comercial Aqua, Portimão                                      |  |
| 2013 | APW Poder ou Glória                                 | Clube desportivo da Pedra Mourinha, Portimão                         |  |
| 2013 | APW Dominação                                       | Clube desportivo da Pedra Mourinha, Portimão                         |  |
| 2013 | APW Taça Tarzan Taborda                             | Clube desportivo da Pedra Mourinha, Portimão                         |  |
| 2013 | APW Wrestling Total ao Vivo                         | Alvor                                                                |  |
| 2014 | APW Taça Tarzan Taborda                             | Centro Comercial Aqua, Portimão                                      |  |
| 2015 | APW Wrestling Total ao Vivo                         | Pavilhão desportivo de Vialonga                                      |  |
| 2015 | APW Taça Tarzan Taborda                             | Centro Comercial Aqua, Portimão                                      |  |
| 2015 | APW/RIOT/SPW/Triple W/WP Arnold Classic Europe 2015 | Pabellon de la Casa de Campo, Madrid                                 |  |
| 2017 | APW Caminho para a Vitória                          | Centro de treinos de Portimão                                        |  |
| 2017 | APW Desafio de Verão                                | Centro de treinos de Portimão                                        |  |
| 2017 | APW Ramon vs Amaro                                  | Centro de treinos de Portimão                                        |  |
| 2017 | APW Viva La Revolucion                              | Centro de treinos de Portimão                                        |  |
| 2018 | APW Uma Nova Esperança                              | Centro de treinos de Portimão                                        |  |
| 2018 | APW V de Vegas                                      | Centro de treinos de Portimão                                        |  |
| 2018 | APW Final 4 Liga Carlos Rocha                       | Centro de treinos de Portimão                                        |  |
| 2018 | APW Taça Tarzan Taborda                             | Centro de treinos de Portimão                                        |  |
| 2018 | APW Universo Alternativo                            | Centro de treinos de Portimão                                        |  |
| 2018 | APW Chrono Logica                                   | Centro de treinos de Portimão                                        |  |
| 2018 | APW Universo                                        | Centro de treinos de Portimão                                        |  |
| 2019 | APW Ready to Rumble                                 | Centro de treinos de Portimão                                        |  |
| 2019 | APW Mathews vs Stu                                  | Centro de treinos de Portimão                                        |  |
| 2019 | APW Sangre Novo                                     | Centro de treinos de Portimão                                        |  |
| 2019 | APW Renegados                                       | Centro de treinos de Portimão                                        |  |
| 2019 | APW Taça Tarzan Taborda                             | Zona ribeirinha de Alvor, Portimão                                   |  |
| 2019 | APW Mira vs Amaro                                   | Centro de treinos de Portimão                                        |  |
| 2020 | APW Perigo Iminente                                 | Centro de treinos de Portimão                                        |  |
| 2023 | APW Regressa                                        | Centro de treinos de Portimão                                        |  |
| 2023 | APW Retaliação                                      | Centro de treinos de Portimão                                        |  |
| 2023 | APW 30 Anos                                         | Centro de treinos de Portimão                                        |  |